# Lliga Gaèlica
Conradh na Gaeilge (pronunciació [ˈkɔnˠɾˠə nə ˈgeːlʲɟə]) (nom irlandès de la Lliga Gaèlica) és una organització "per a mantenir la llengua irlandesa parlada a Irlanda." Es va fundar a Dublín el 31 de juliol de 1893 per Douglas Hyde, un protestant de Frenchpark (comtat de Roscommon) amb l'ajuda d'Eugene O'Growney, Eoin MacNeill, Luke K. Walsh i altres. Fou una evolució de l'anterior Unió Gaèlica i esdevingué la principal institució promotora del renaixement gaèlic. El primer diari de la Lliga fou An Claidheamh Soluis ("L'espasa de llum") de la qual fou el principal editor Pádraig Pearse.
Tot i que era apolítica, la lliga va atraure molts nacionalistes irlandesos d'orientacions diverses, més que no pas l'Associació Atlètica Gaèlica. Fou a través de la lliga que molts dels futurs rebels i líders polítics es trobaren per primer cop, i patrocinaren la fundació d'altres grups com els Voluntaris Irlandesos. La majoria dels signants de la Proclamació de Pasqua n'eren membres.
Després de la fundació de l'Estat Lliure d'Irlanda, l'organització va perdre bona part del seu rol en la vida pública. Posteriorment ha dirigit la campanya per a l'aprovació de la Llei de Llengües Oficials de 2003 que dona força protecció legal als parlants d'irlandès i creà el càrrec de l'An Coimisinéir Teanga (Comissionat de Llengües).
Conradh na Gaeilge es troba entre les organitzacions responsables de coordinar la campanya per tal que l'irlandès sigui considerada llengua oficial de la Unió Europea.
Més recentment, l'organització s'ha vist embolicada en una disputa amb el Fine Gael sobre la política d'aquest partit destinada a acabar amb l'estatut de la llengua irlandesa com a assignatura obligatòria per a obtenir el Leaving Certificate. Conradh na Gaeilge ha incitat als votants de les següents eleccions generals a fer-ho només per candidats que es mostrin a favor del manteniment de l'estatut actual de la llengua irlandesa.
L'organització té branques arreu d'Irlanda i és força implicada en el desenvolupament del festival anual An tOireachtas i de la Seachtain na Gaeilge. Recentment, Conradh na Gaeilge ha obert centres d'assessorament legal lliure (Ionaid Saor Chomhairle Dlí) a Dublín i Galway en companyia de la FLAC.